# Eminentia pyramidalis

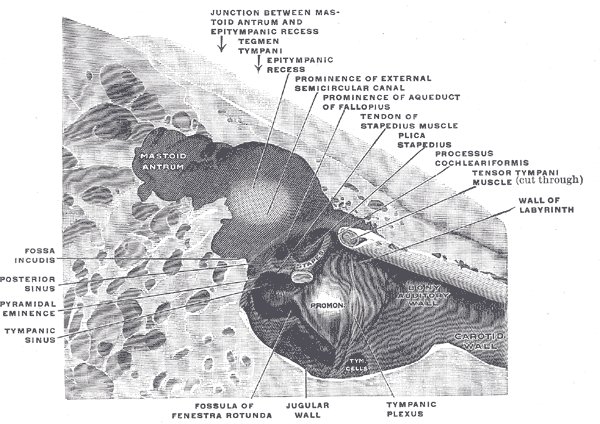
De eminentia pyramidalis zit aan de linkerkant, tweede bijschrift van onder.

De eminentia pyramidalis is een kegelvormig uitsteeksel in het middenoor. Het is direct gelegen achter het fenestra vestibuli (ovaal venster) en voor het verticale gedeelte van het canalis nervi facialis. Het is hol en bevat de Stapedius-spier; de top steekt vooruit in de richting van de fenestra vestibuli en wordt doorboord door een klein diafragma dat de pees van de spier doorlaat.
De holte in de eminentia pyramidalis wordt naar beneden en achterwaarts verlengd voor het canalis nervi facialis en communiceert ermee door een minieme opening die een takje van de gezichtszenuw (nervus facialis) naar de Stapedius-spier doorlaat.